# Startovací komplex 19 na Cape Canaveral Air Force Station

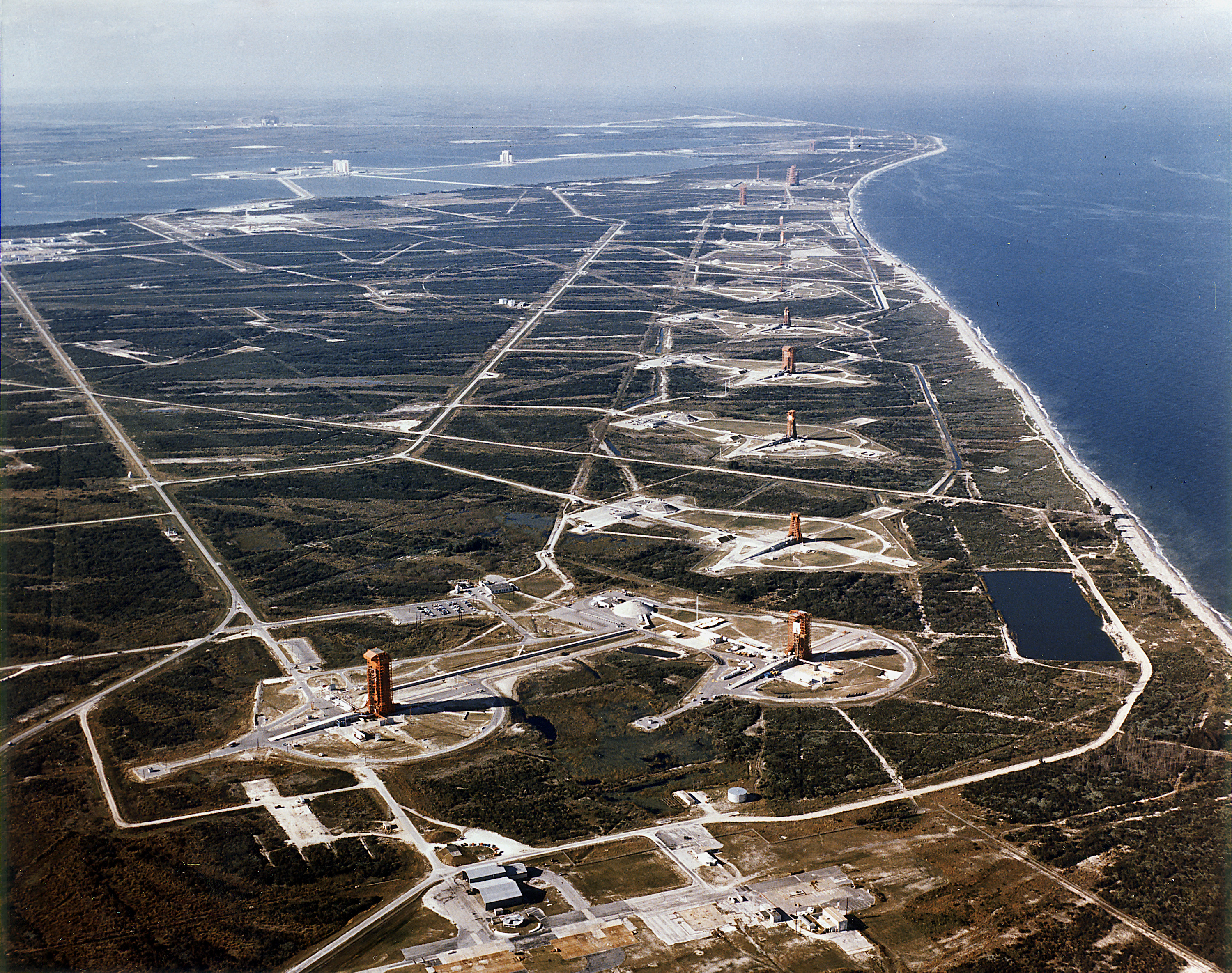
Pohled na řadu odpalovacích komplexů (takzvaná Missile row) v listopadu 1964

Startovací komplex 19 (LC-19) byl jedním ze startovací míst na základně Cape Canaveral Air Force Station na ostrově Merritt ve státě Florida. Byl postaven na konci padesátých let dvacátého století společně s komplexy LC-15, LC-16 a LC-20. Zpočátku zde probíhaly testovací starty raket SM-68 Titan a LGM-25 Titan 2. Později byl komplex předán NASA a přizpůsoben pro starty raket Titan 2 GLV v programu Gemini.
Celkem se zde uskutečnilo 27 startů. První start se zde konal 14. srpna 1959, ale start byl neúspěšný a raketa SM-68 explodovala na odpalovací rampě. První úspěšný start se odehrál 2. února 1960. Od roku 1964 zde startovaly rakety Titan 2 GLV programu Gemini. Mise Gemini 1 a 2 byly bezpilotní a Gemini 3 až 12 měly dvoučlennou posádku.

## Mise bez posádky
| Mise     | Datum startu   |
| -------- | -------------- |
| Gemini 1 | 8. dubna 1964  |
| Gemini 2 | 19. ledna 1965 |

## Pilotované lety
| Mise      | Datum startu       | Posádka           |
| --------- | ------------------ | ----------------- |
| Gemini 3  | 23. března 1965    | Grissom, Young    |
| Gemini 4  | 3. června 1965     | McDivitt, White   |
| Gemini 5  | 21. srpna 1965     | Cooper, Conrad    |
| Gemini 7  | 4. prosince 1965   | Borman, Lovell    |
| Gemini 6A | 23. března 1965    | Schirra, Stafford |
| Gemini 8  | 16. března 1966    | Armstrong, Scott  |
| Gemini 9  | 3. června 1966     | Stafford, Cernan  |
| Gemini 10 | 18. července 1966  | Young, Collins    |
| Gemini 11 | 12. září 1966      | Conrad, Gordon    |
| Gemini 12 | 11. listopadu 1966 | Lovell, Aldrin    |